# Relieves de la Columna Trajana
Los relieves de la Columna Trajana son unos bajorrelieves que se desarrollan helicoidalmente en torno al fuste de la Columna de Trajano, de la base a la cima. Se trata de la representación, según la perspectiva romana, de la Conquista de Dacia por el emperador romano Trajano.
En las tablas subyacentes, las 61 representaciones del emperador están numeradas en orden progresivo, con cifras en negrita y entre paréntesis.

## Primera campaña militar de los años 101 y 102

### Campaña de 101
| Numeración de Conrad Cichorius | Descripción | Relieve escultural |
| ------------------------------ | --- | ------------------ |
| 2-3                            | La base de la columna con los trofeos de los vencidos, además de la puerta que conduce a la cámara mortuaria del emperador y la inscripción: SENATUS POPOLUSQUE ROMANUS, EMPERADORES CAESARI DIVI NERVAE FILIO NERVAE, TRAIANO AUGUSTO GERMANICO DACICO PONTIFICI, MAXIMO TRIBUNICIA POTESTAS XVIII IMP VI COS VI PP, A DECLARANDUM QUANTAE ALTITUDINIS MONS ET LOCUS TANTIS OPERIBUS SIT EGESTUS |                    |
| 4                              | Fortificaciones romanas a lo largo del Danubio, entre ellas algunas torres de vigilancia, pilas de madera y gavillas de heno. |                    |
| 5                              | El ejército romano se apresta a cruzar el Danubio preparando algunas barcas. En la imagen a la izquierda son visibles algunas torres de vigilancia ocupadas por soldados auxiliares y, sobresaliendo de los parapetos, algunas antorchas; a la derecha se observa un castrum, también auxiliar. |                    |
| 6                              | Barcas en el gran río, cargadas de suministros para los ejércitos romanos, que parten a la primera campaña del 101. En la parte derecha se entrevé la divinidad del río Danubio. Al fondo una ciudad, probablemente el castrum de Viminacium o quizás de Singidunum. |                    |
| 7                              | El ejército romano pasa el Danubio por dos puentes de barcas, simbolizando la entrada en territorio enemigo, hacia Tapae, en al menos dos columnas de marcha (de Viminacium/Lederata y Singidunum). Están representados legionarios en lorica segmentata, dos legados legionis a la cabeza de las dos columnas. Adicionalmente se representan numerosos signiferi. |                    |
| 8                              | El ejército romano desembarca en la orilla opuesta del gran río, donde se reconocen algunos caballeros a pie, entre los que se supone que se reconocen los equites singulares, es decir, la guardia a caballo del Emperador, así como algunos soldados con lanzas, identificados por Filippo Coarelli como la guardia pretoriana. A la cabeza de la columna de marcha el mismo emperador Trajano (1), que se representa aquí por primera vez. |                    |
| 9                              | Sobre una tribuna en mampostería aparece sentado el Emperador Trajano (2), acompañado por dos oficiales, uno de los cuales sería Lucio Licinio Sura a la izquierda. Un grupo de lictores al fondo enmarca el primer consejo de guerra, después de cruzar el Danubio. Prosiguiendo en la escena subsiguiente, algunos caballeros auxiliares y de los signiferi se dirigen hacia un castrum cercano. |                    |
| 10                             | En el interior del campamento romano (donde son reconocibles las tiendas de los soldados y las insignias militares, además del águila legionaria), en el Praetorium, el Emperador (3) liba de una pátera sobre un altar, rodeado por sacerdotes. Al final de los muros, algunos cornicines (tromberos) que acompañan la procesión de los Suovetaurilia, con los animales del sacrificio (un toro, un cerdo y un cordero) para purificar el campamento y el ejército en "campaña" (Lustratio). Más a la derecha encontramos al Emperador (4) que de lo alto de una tribuna observa, abajo, un hecho curioso que parece de buen augurio: un personaje con un garrote en la mano derecha cae al suelo desde el lomo de una mula. Se trataría, según una más profundizada interpretación, de un desertor, que ha fallado en su intento de matar a Trajano (por instigación del mismo Decébalo), y tratando de escapar, cae miserablemente de la mula. |                    |
| 11                             | Desde una tribuna Trajano (5), acompañado por dos altos oficiales de su Estado Mayor (uno de ellos es Lucio Licinio Sura), habla a las tropas (adlocutio), representadas por legionarios en lorica segmentata, auxiliares con coraza de cuero y escudos ovales y signiferi en primera línea. En la parte derecha, numerosos legionarios inician la construcción de una serie de fortificaciones y el aprovisionamiento, destinadas a mejorar las comunicaciones en territorio dacio (en el actual Banato), más cuando la avanzada prosigue. Están representados, de hecho, soldados que transportan troncos y rocas, y que excavan fosos frente al muro del castrum, mientras algunos auxiliares montan guardia. |                    |
| 12                             | Ahora soldados trabajando en fortines, terraplenes, fosos y un puente (a la izquierda), mientras Trajano (6), acompañado por los dos oficiales de rutina, inspecciona el estado de los trabajos. Algunos soldados vigilan un campamento de forma circular (retomado también en la imagen subsiguiente), otros transportan troncos (parte superior). |                    |
| 13                             | Y mientras algunos soldados vigilan un campamento de forma circular (retomado también en la imagen precedente), otros aún aprovechan el agua en la proximidad de un puente, otros abaten numerosos árboles en un bosque vecino (arriba, a la derecha de la imagen), para construir una nueva calzada. Trajano (7), en lo alto de una colina acompañado por un oficial, parece mostrar la dirección hacia la cual los soldados están construyendo una vía de acceso que los conduzca al "corazón" del reino de Decébalo. |                    |
| 14                             | Ahora Trajano a la izquierda de la imagen (8), asistido por algunas tropas auxiliares, controla el avance de los trabajos con gran meticulosidad. Se erige una empalizada de madera por parte de algunos legionarios, dentro de la que se ven las gavillas de paja y heno para el aprovisionamiento de la caballería. Asimismo a la derecha de la imagen aparece el Emperador (9), acompañado por los oficiales usuales, que asiste a la escena en la cual algunos exploratores conducen un prisionero dacio a su presencia, para ser interrogado (ver imagen subsiguiente). |                    |
| 15                             | Algunos exploradores conducen a un prisionero dacio a la presencia del Emperador (ver escena precedente), para ser interrogado. Ahora Trajano (10), en lo alto de un castrum, acompañado por los dos oficiales de siempre, inspecciona el estado de los trabajos subyacentes, donde numerosos legionarios están construyendo un nuevo puente fijo sobre un río, mientras que otros legionarios intentan excavar un foso profundo con cestas. |                    |
| 16                             | Al fondo un castrum y en primer plano un cuerpo de caballería auxiliar lista para iniciar la marcha y atravesar un puente, en vista del inminente primer enfrentamiento con las tropas dacias. |                    |
| 17                             | Las legiones romanas avanzan hacia el enemigo dacio, precedidas por las insignias y seguidas por caballeros auxiliares. Adelante de ellos otros legionarios están talando numerosos árboles de un bosque para construir una calzada, abriendo así la vía al ejército romano. |                    |
| 18                             | Ahora las legiones romanas avanzan, gracias al trabajo precioso del ingenio militar. Al fondo aparece Trajano (11), en lo alto de un castrum, al cual se llevan cabezas cortadas de dacios. Mientras tanto un grupo de jinetes auxiliares avanza al galope y se lanza en medio de la inminente batalla. Se trata probablemente de la Batalla de Tapae, según Filippo Coarelli. |                    |
| 19                             | La escena de la batalla de Tapae prosigue. Un auxiliar romano-bárbaro, armado de clava y a torso desnudo, ataca a los dacios de un emplazamiento más elevado. A sus pies algunos caídos dacios; otros se defienden de la furia romana. Otro auxiliar romano se bate sosteniendo con sus dientes los cabellos de la cabeza cortada de un dacio. Por encima de las dos "facciones" armadas de romanos y dacios, se erige la figura de Júpiter, representado como un medio busto que fulmina a los dacios. A la derecha del relieve se vislumbran las insignias dacias con forma de dragón (vexillifer, introducido poco después en las filas del ejército romano), las masas de los heridos y de los caídos, además del rostro de Decébalo escondido en el bosque vecino. |                    |
| 20                             | Arriba a la izquierda, Trajano (12), seguido por dos oficiales. El emperador tiene en la mano una lanza con la punta dirigida hacia abajo, simbolizando la "toma de posesión del territorio" conquistado después de la victoria de Tapae. Sería una clara actitud fecial. Un poco más abajo a la derecha, dos soldados romanos prenden fuego a una aldea dacia, mientras sus habitantes se alejan. En la parte superior, una ciudad sobre cuyos muros están expuestas astas con calaveras empaladas, probablemente de soldados romanos de las precedentes campañas dacias de Domiciano. Aún más a la derecha, legionarios romanos atraviesan primero un bosque y luego un río. Arriba, un legionario se ha desnudado y carga sobre la cabeza su escudo y equipamiento, en el acto de cruzar un río, para no mojarlos. Hay luego un tubicen y un signifer.                                                                                         |                    |
| 21                             | Ahora Trajano (13), desde un púlpito, arenga a las tropas abajo de él (incluyendo algunos soldados bárbaros aliados) y empuña una lanza de doble punta (siempre en actitud fecial?). Desde la derecha algunos embajadores dacios, tres de ellos a caballo, se acercan al lugar de la adlocutio del emperador romano. Más a la derecha, un castrum romano, dentro del que dos centinelas vigilan. Ahora Trajano (14), frente al castrum romano, recibe la embajada dacia (la misma de la escena previa). |                    |
| 22                             | La escena se abre con una carga de caballería romana que incendia una aldea enemiga, mientras que en la parte inferior una tropa de auxiliares romanos masacra a los habitantes de una aldea dacia en fuga. Vemos más allá a un grupo de mujeres con niños, deportados bajo los ojos vigilantes del mismo Trajano (15), que señala una barca a una mujer de alto rango con un niño en brazos. En la parte inferior una gruta con animales muertos. |                    |

### Invierno de 101/102
| Numeración de Cichorius | Descripción | Relieve escultural |
| ----------------------- | --- | ------------------ |
| 23                      | Esta escena muestra el ataque de los dacios y sus aliados roxolanos en el invierno del 101/102 a las castra romanas de la provincia de Mesia Inferior. En la parte inferior, caballeros dacios parecen encontrar grandes dificultades al atravesar el Danubio. En la parte superior derecha, un grupo de catafractos roxolanos cargan contra una fortaleza romana (escena siguiente abajo), identificable con Oescus a orillas del Danubio. |                    |
| 24                      | El ejército romano es asediado por las tropas dacias de Decébalo en una fortaleza sobre el limes moesicus (quizás Oescus o Ratiaria?). Los uniformes de los soldados romanos parecen ser del tipo auxiliar más que de legionario. Esto podría significar sencillamente que una sección entera de limes danubiano estuvo asediada por las tropas dacias. A los pies de la fortaleza, a la derecha, parece reconocerse un desertor romano, recordado también en las fuentes literarias. |                    |
| 25                      | Un gran pino a la izquierda indica la división entre la escena precedente y la actual. Esto parece significar una simultaneidad de acciones, pero en dos lugares distintos y separados. Aquí la Classis Moesica (en Mesia superior) está cargando provisiones y tropas, listas a zarpar y prestar socorro a las tropas asediadas en la vecina Mesia inferior. Al fondo, una ciudad con un anfiteatro (no muy común en esta zona danubiana), que yace sobre los bancos del Danubio y que podría ser el "cuartel general" de Trajano en aquellos años: Viminacium. Frente a la ciudad, el puerto fluvial con dos embarcaciones amarradas, que cargan provisiones para la inminente campaña militar. Sobre la derecha, el emperador Trajano (16) vigila el embarque de las tropas, junto con numerosos oficiales y portadores de insignias militares. Además, un poco a la derecha de Trajano, un arco triunfal, coronado por una cuadriga, y más arriba, otro arco. |                    |
| 26                      | Otros dos barcos de carga transportan sobre todo caballos y provisiones. Más a la derecha, otros dos barcos de remos (liburnae), cargados de tropas y remeros para socorrer la provincia invadida por Decébalo, al este. En la parte inferior, hipotetiza Coarelli, se trata del buque insignia de la flota, pilotado por el emperador mismo (17). Más a la derecha, las tropas desembarcan en Mesia Inferior frente a una fortaleza romana, siempre bajo el ojo avizor de Trajano (18). |                    |
| 27                      | Las tropas romanas marchan hacia el lugar del enfrentamiento, a lo largo del limes moesicus. Trajano a caballo (19) precede a algunos contingentes de tropas auxiliares (en la parte superior, hombres barbudos que parecen pertenecer a poblaciones germánicas aliadas; en la parte inferior, cuadros de caballería), en una zona boscosa. Adelante de ellos dos exploratores que parecen haber divisado el ejército enemigo. |                    |
| 28                      | La caballería auxiliar romana se lanza a la persecución de los catafractos roxolanos, ocasionándoles las primeras pérdidas. El enfrentamiento podría haber tenido lugar junto a la futura ciudad de Nicópolis del Istro, fundada posteriormente por Trajano para honrar la victoria. Se representan, de hecho, algunos caballeros sármatas en fuga, uno de los cuales yace muerto sobre el terreno; otro herido, a caballo, próximo a caer a tierra, y finalmente otro más, que al girar lanza una flecha en dirección a la carga de la caballería romana. |                    |
| 29                      | Desde el árbol a la izquierda se abre una escena de batalla nocturna, deducible por la representación de la noche (justo a la derecha del árbol), que se cubre la cabeza. En la parte inferior izquierda, "aliados" germanos, semidesnudos y armados con garrotes, junto con un grupo de auxiliares romanos, atacan al ejército dacio, haciendo grandes estragos. Aún más a la derecha, tropas auxiliares romanas rodean al enemigo con gran ímpetu. En la cima de un cerro se entrevén las carretas de los dacios, conteniendo quizá el botín capturado en el curso de la invasión de la provincia de Mesia Inferior. En la parte inferior, un dacio herido intenta extraerse una flecha del pecho. La escena se cierra con otro árbol. |                    |
| 30                      | El emperador (20) e el centro de la nueva escena, sobre una tribuna entre tres lugartenientes suyos, dentro de un castrum en construcción, recibe a tres notables dacios que se rinden. Más a la izquierda abajo, una larga fila de ancianos, mujeres y niños, con las manos tendidas hacia el suelo en señal de rendición y de solicitud de ayuda. A la derecha del emperador, en la parte superior, numerosos legionarios marchan a un nuevo enfrentamiento con el enemigo, precedidos por portadores de insignias y de trombettieri; en la parte inferior, algunos auxiliares atan a prisioneros dacios, mientras más a la derecha un legionario (y un auxiliar en la escena subsiguiente) es atendido por los médicos del ejército. |                    |
| 31                      | A la izquierda, un auxiliar romano es curado en una pierna de un encargado médico. A sus hombros alguna infantería legionaria, precedida por signiferi y trombettieri. Al centro de la escena abajo, Trajano (21), seguido por un lugarteniente suyo (que Coarelli identifica con Lucio Licinio Sura), que recibe a un prisionero dacio, escoltado por un auxiliar, quizás para ser interrogado. Arriba, dos carretas tirada cada una por dos mulas, llevan una balista. A la derecha se ve un enfrentamiento entre dacios (arriba) y legionarios/auxiliares romanos (abajo). |                    |
| 32                      | Los legionarios/auxiliares romanos parecen haber rodeado a los guerreros dacios por todos lados. Al centro de la escena se representa la fuga de los dacios, ya derrotados por los romanos. En la parte inferior derecha se representan cadáveres y heridos dacios. Arriban se distinguen tres caballeros romanos que persiguen a otros guerreros dacios en fuga hacia el bosque cercano, donde buscan una vía de escape. Coarelli señala que en ninguna escena aparecen romanos muertos. |                    |
| 33                      | Al centro de la escena, Trajano (22) pronuncia una adlocutio a las tropas reunidas. A sus lados dos altos oficiales (el de derecha parece ser Lucio Licinio Sura). A la izquierda están alineados cuadros de caballería; abajo la infantería auxiliar junto con tropas aliadas bárbaras; a la derecha, en cambio, legionarios, pretorianos y signiferi. En la imagen a la derecha está representado un campamento romano, en cuyo interior se encuentran prisioneros dacios. |                    |
| 34                      | En la parte izquierda de la escena, Trajano (23), sentado en una silla, a cuyos lados están presentas tres altos oficiales del ejército romano, distribuye donativa a las tropas auxiliares. Un soldado auxiliar agradece al emperador haciendo gesto de besarle la mano, mientras que otro porta un saco sobre el hombro. Abajo hacia la izquierda, dos soldados se abrazan y besan, otros levantan las manos hacia el emperador en signo de saludo. En la escena a la derecha, se notan algunas mujeres que están torturando con antorchas a tres hombres desnudos (muy probablemente prisioneros romanos). Abajo una torre. Aún más a la derecha se entrevé la popa de un barco romano, así como algunos auxiliares romanos y dacios (que parecen prostrarse). |                    |

### Campaña de 102
| Numeración de Cichorius | Descripción | Relieve escultural |
| ----------------------- | --- | ------------------ |
| 35                      | La izquierda de la escena inicia con el embarque de Trajano (24) a un barco de guerra en el puerto de una ciudad fortificada (a su espalda), donde algunos dacios le rinden homenaje. Al lado algunos soldados romanos están cargando grandes paquetes a un barco de carga, en el que están presentes sobre la popa del barco dos insignias romanas. Una vez más, la nueva campaña militar (primavera de 102) se abre con las tropas desfilando sobre un puente de barcas. Al mando encontramos un Legatus Augusti pro praetore; detrás de él algunos signiferi y dos insignias legionarias: una águila y un ariete (?). El pasaje del Danubio (de este primer ejército romano, en cuanto se considera que ya ha atravesado el río en otra localidad) parece haberse dado en algún lugar entre Oescus y Novae. |                    |
| 36                      | El ejército romano avanza: en la parte inferior, un grupo de jinetes; luego, sobre un muro, la infantería legionaria; arriba de una valla, los carruajes, cerrados sobre otro muro. A la derecha, una torre circular. Aún más a la derecha, el emperador Trajano (25), acompañado de dos altos oficiales, desde lo alto de un castrum parece recibir al ejército romano que procede subiendo el cerro a lo largo de una calle parapetada con madera. |                    |
| 37                      | Totalmente a la izquierda, una montaña empinada con una puerta en la parte inferior. Sigue la representación de Trajano (26), seguido por un grupo de soldados que llevan dos insignias, y que se encuentra con otros soldados, también estos con un par de insignias, ante un castrum. Según Coarelli, se trataría de la llegada del emperador a Dacia con los refuerzos. A su espalda, un árbol que representa un bosque asaltado por las tropas romanas, que proceden a cortar árboles, transportar tierra (abajo), mientras que Trajano (27), al extremo derecho, se encuentra con mensajeros dacios (escena subsiguiente, n.38). Arriba, oculto por los árboles, un edificio de mampostería. |                    |
| 38                      | A la izquierda: los dos mensajeros dacios que se encuentran con el emperador, abajo dos soldados que transportan tierra en cestas, arriba otros soldados cortan árboles y transportan leña. Al centro: un campamento, con Trajano a la izquierda (28) con la cabeza cubierta ante un altar y con un grupo de signiferi, está celebrando el ritual religioso de la Suovetaurilia. Abajo discurre la procesión, donde se observan un toro, un cordero y un cerdo. Encabezando la procesión van algunos tubicines. |                    |
| 39                      | Arriba y al centro de la nueva escena, Trajano (29) pronuncia una adlocutio a las tropas reunidas. A su espalda, un alto oficial le acompaña, enfrente algunos signiferi, abajo las tropas reunidas (en primer plano las tropas auxiliares). A la derecha algunos legionarios avanzan cuesta arriba, mientras enfrente otros legionarios talan más árboles, después de haber depuesto sus escudos y gáleas, para permitir a las tropas romanas avanzar en medio del bosque dacio. |                    |
| 40                      | Y mientras algunos soldados talan árboles, otros recogen y transportan tierra para construir una calzada que permita pasar a las tropas. Al fondo, un campamento fortificado (muros exteriores y tiendas interiores). En primer plano, dos cabezas de dacios empaladas en picas. A la derecha, dos caballeros auxiliares avanzan a la cabeza de la columna militar romana. Arriba un auxiliar está prendiendo fuego a un fuerte de madera, presumiblemente de los dacios. |                    |
| 41                      | La nueva imagen muestra a Trajano (30) que avanza a caballo por un puente de madera, seguido por algunos caballeros (Equites singulares). Arriba una fortaleza dacia en la cima de una montaña (quizás parte de las fortalezas dacias de los montes de Oraștia). Abajo a la izquierda, tres auxiliares asisten al avance de su emperador. Desde la cima de las montañas, un grupo de dacios, uno de los cuales carga entre las manos una insignia, observan impotentes el avance romano (lugar identificable con Sarmizegetusa Regia). Abajo a la derecha, dos auxiliares prenden fuego a otras fortificaciones dacias. |                    |
| 42                      | Numerosos legionarios se ocupan de construir un nuevo campamento cuadrangular, algunos poniendo ladrillos a lo largo de los muros, otros excavando alrededor un fosat (podría tratarse de Ulpia Traiana Sarmizegetusa). Arriba, tres legionarios parecen supervisar la operación de sus compañeros. Al centro de la escena encontramos a Trajano (31) que, acompañado por cuatro de sus comites -altos oficiales- (entre ellos Licinio Sura), se encuentra frente al campamento para recibir una embajada de un noble dacio (reconocible por el típico tocado píleo). El dacio tira a los pies del emperador el escudo y se arrodilla. Este episodio es relatado por Dion Casio. Él añade que, luego del encuentro, el jefe del Estado Mayor del emperador, Licinio Sura fue enviado junto con el prefecto del pretorio, Tiberio Claudio Liviano, para discutir los términos de un posible tratado de paz. Detrás del noble dacio, un alto oficial romano, algunos cornicines, algunos signiferi, un portador del águila legionaria y más arriba algunos soldados. Abajo hacia la derecha, un carro que transporta algunos barriles. |                    |
| 43                      | A la izquierda, carros cargados con barriles, toneles y tirados por parejas de bueyes y mulas, son escoltados por legionarios, que se trasladan a un campamento romano. Los muros exteriores son vigilados por algunos legionarios. Al centro, una gran tienda. Arriba, el tres edificios circulares (probablemente de los dacios) entre los árboles de un bosque parecen ser asaltados por las tropas legionarias. A la derecha abajo, algunos auxiliares romanos. |                    |
| 44                      | Arriba a la izquierda, otros dos edificios (el primero como los tres previos, circular; el quinto es en cambio cuadrado y de mayores dimensiones, quizás Sarmizegetusa Regia) ubicados entre las montañas y el bosque de Dacia, asaltados por los legionarios romanos. Abajo, mientras tanto, continúa el avance de las tropas auxiliares. Al centro Trajano (32), sobre un montículo, parece hablar con dos de sus oficiales. Frente al emperador, a la derecha del todo, siete caballeros auxiliares mauretanos (sin silla de montar ni bridas, con una vestimenta típica de esta población) se lanzan a la carga. |                    |
| 45                      | La carga de la caballería mauretana se abate sobre el ejército dacio que aparece en retirada, refugiándose en el bosque vecino. Algunos caen y son arrollados por la furia del ataque de los auxiliares mauretanos, bajo el mando de Lucio Quieto. |                    |
| 46                      | Numerosos legionarios romanos construyen un nuevo castrum entre los cerros de la Transilvania, en el corazón del reino de Decébalo. Están resguardados por un grupo de auxiliares a la izquierda. A la derecha abajo, una carrobalista tirada por una pareja de mulas; arriba, el emperador Trajano (33), asistido por altos oficiales (comes) de su Estado Mayor, recibe a dos nobles dacios (uno en la escena subsiguiente, 47), pileati, el primero de los cuales besa las manos a Trajano. Abajo, a los pies del emperador, un soldado asiste al transporte de una carrobalista puesta sobre un carro tirado por dos mulas. |                    |
| 47                      | Arriba a la izquierda, algunas balistas puestas sobre los muros de un campamento romano. Abajo, numerosos legionarios alineados entre unas vigas de madera apiladas, entre las cuales unos balisteros intentan cargar un carro de lanzamiento romano (balista). La escena siguiente muestra una serie de auxiliares, entre ellos honderos (en primer plano, funditores) y arqueros orientales (arriba, escondidos en el bosque), que inician un nuevo combate contra las tropas dacias (que parecen surgir de un bosque). |                    |
| 48                      | La batalla se endurece. En sitios elevados, sobre algunas fortificaciones de madera, un par de dacios intentan operar una balista, evidentemente sustraída a los romanos en un choque previo. Abajo, las tropas de los dacios avanzan en la espesura del bosque, listas a batallar. Algunos dacios talan árboles para construir nuevas fortificaciones. Arriba, un gran edificio de mampostería que Coarelli identifica con la capital dacia, Sarmizegetusa Regia, surge sobre los Alpes Transilvanos. |                    |
| 49                      | Numerosos legionarios romanos intentan construir un nuevo castrum. A la derecha arriba, Trajano (34), asistido por cuatro altos oficiales (comes), recibe a un noble dacio con las manos atadas, escoltado por dos auxiliares (sobre el fondo un paisaje boscoso). A los pies del emperador, numerosos auxiliares alineados para protegerle. A la derecha de la escena, legionarios romanos talan árboles, quizás para crear una nueva calzada que permita el avance en territorio enemigo. Además, algunos auxiliares romanos avanzan. |                    |
| 50                      | Nueva escena de combates entre tropas auxiliares romanas y los dacios. Entre los auxiliares romanos se reconocen todavía cuadros de sagittarii orientales (quizás palmirenos, con el típico tocado de la tiara) y tropas germanas (con escudos, hachas y el torso desnudo). Los dacios intentan resistir la embestida romana, pero se ve que algunos se repliegan detrás de sus fortificaciones (derecha), otros yacen caídos en tierra (abajo). |                    |
| 51                      | Los legionarios romanos atacan las fortificaciones dacias, formados en testudo. Parece tratarse de una de aquellas fortalezas construidas por los dacios para proteger su capital Sarmizegetusa Regia y descritas por Dion Casio en su Historia romana. A la derecha arriba, Trajano (35) asiste en pleno a la batalla, en compañía de dos de sus oficiales, su retaguardia protegida por cinco auxiliares. Dos auxiliares llegan a la presencia del emperador, llevando y mostrando dos cabezas cortadas a importantes jefes dacios. Al extremo derecho, un grupo de legionarios en formación, listos para intervenir en la batalla siguiente. |                    |
| 52                      | Abajo, la batalla arrecia. Arriba, tropas dacias que observan desde lo alto de sus fortalezas, construidas en varias cimas de los Alpes Transilvanos. A la derecha los romanos, con la infantería "pesada" legionaria a sus espaldas; frente a ellos las tropas auxiliares de honderos y tropas germanas. Muchos soldados dacios están agotados por el avance romano y yacen en tierra. Otros intentan resistir. Al extremo derecho, Trajano (36), dentro de un campamento de mampostería y asistido por tres oficiales, arenga a las tropas (adlocutio). |                    |
| 53                      | Las tropas legionarias son arengadas por el emperador (ver escena previa), mientras que alrededor del campamento otros legionarios trabajan en la construcción del campamento, arreglando el terreno circundante y talando árboles. Algunos soldados romanos parecen aprovechar el agua de un río para beber, otros dos parecen cargar sobre los hombros algunos contenedores. Arriba, una fortaleza circular romana y otras fortificaciones, que las tropas romanas rodean y en torno a las que parecen transportar toda una serie de bienes (quizás sustraídos a los dacios). |                    |
| 54                      | La totalidad de las legiones están formadas en torno a Trajano (37), que sentado en su curul sobre un podio de mampostería, recibe algunos embajadores dacios. Estos piden la paz, arrodillándose a sus pies. A las espaldas del emperador, numerosas insignias militares romanas y el Estado Mayor imperial. Desfilan luego, a la derecha, numerosos prisioneros dacios con las manos atadas tras la espalda. Detrás de ellos, numerosos nobles dacios de rodillas, con las manos extendidas en signo de clemencia (clementia) y sumisión (submissio) en presencia del emperador. Más allá, la capital dacia, Sarmizegetusa Regia, todavía bajo el asedio de las máquinas romanas. |                    |
| 55                      | Numerosos guerreros y nobles dacios, depuestas las armas, se arrodillan en signo de sumisión. Detrás de ellos numerosos estandartes e insignias militares (entre ellas dos draconari). Hacia la derecha, Decébalo que tiende las manos en signo de rendición, y detrás de él algunos guerreros dacios desmantelan los muros, según las condiciones de rendición impuestas por los romanos. |                    |
| 56                      | Al fondo, una ciudad, probablemente Sarmizegetusa Regia y lateralmente, dos dacios (ver escena precedente) derriban sus muros. A la derecha, numerosas mujeres y niños, así como hombres con animales domésticos (cabras, ovejas y bueyes), parecen migrar hacia nuevas localidades, abandonando parte de sus antiguos territorios: inicia la ocupación romana en Dacia. A la derecha Trajano (38), listo para partir y desde un podio, arenga por última vez a las tropas (adlocutio), las cuales parecen aclamarlo imperator y darle también el título victorioso de Dacicus. |                    |
| 57                      | El fin de la primera guerra dacia está representado por dos trofeos de guerra, que consisten en una acumulación de armas arrebatadas al enemigo; en el de arriba se divisa una estaca sobre la cual está reconstruida una armadura dacia completa. Se reconocen las típicas corazas segmentadas, los tótems con cabeza de lobo y los cascos ojivales dacios típicos. Una victoria alada escribe sobre un escudo y representa el fin de la campaña de guerra. Esta imagen se representó también sobre monedas de la época. Después de esta imagen hay un lapso: el siguiente relieve comienza a narrar el estallido de la segunda guerra dacia. |                    |

## Segunda campaña militar de los años 105 y 106

### Campaña de 105
| Numeración de Cichorius | Descripción de escena | Relieve escultural |
| ----------------------- | --- | ------------------ |
| 58                      | Esta es la primera escena de la Segunda Guerra Dacia. La flota romana debe acudir al frente (105 d. C.) y por lo tanto zarpa de un puerto adriático, que: - algunos autores identifican con Brindisi, la hipótesis más probable desde el punto de vista vial, dado que la Vía Apia conduce a este puerto; - otros con Ancona, ciertamente la hipótesis más válida desde el punto de vista iconográfico, debido al hecho de que el cerro y todos los edificios representados en la escena están presentes en el área de esta ciudad; - otros finalmente con Classe, puerto de Rávena, sede de la classis praetoria Ravennatis, la hipótesis más válida y racional desde un punto de vista estratégico. Los barcos militares presentes, con las velas amainadas, son trirremes y birremes; en estos, a popa, se reconocen las cabinas de los remeros y los timoneles (el timón en los barcos romanos era un remo más ancho de lo normal), mientras que a proa se observan los espolones y las decoraciones (ojos apotropaicos, tritones e hipocampos). Dos ciudadanos observan desde lo alto de la ciudad hacia el puerto portando antorchas, lo que sugiere temporalmente la idea de la noche y de la ansiedad que se sentía en la ciudad por la presencia del ejército a punto de emprender una dura guerra. Las olas encrespadas en el interior del puerto sugieren la presencia de un viento fuerte. En los barcos, los remeros, listos para partir, escuchan las palabras del emperador (39) que, de pie sobre un barco situado en posición central e iluminado por una linterna pendiente del aplustre, incita a sus hombres a partir a pesar del viento fuerte y la noche. En el barco han sido ya embarcados el lábaro y las insignias romanas, visibles a popa. A la izquierda de la imagen se aprecian los elementos que permiten identificar el puerto del cual la flota romana zarpó hacia Dacia: - un templo en la cima de un cerro; ante este es visible la estatua de la divinidad colocada en el exterior, y no dentro del recinto, para permitir la identificación con Venus; - una calle curva que conecta el templo al puerto cercano; - otro templo, sobre la orilla del mar y a los pies del cerro; - un muelle en cuyo extremo surge un arco triunfal; sobre la clave del arco hay tres estatuas identificables con Mercurio, Neptuno y Portuno; - una columnata en la mitad de la pendiente del cerro; - un edificio con arcos situado en los predios del puerto. Todos estos elementos conducirían, según algunos autores a la ciudad de Ancona, que Trajano había ampliado con el objetivo de facilitar los contactos entre Italia y Oriente. Sería así posible identificar todos los elementos presentes: el templo sobre la cima del cerro es el Templo de Venus, conocido a través Catulo y Juvenal, y cuyos restos son visibles debajo de la actual Catedral de Ancona; el templo azotado por las olas es el templo de Diómedes, conocido a través de Escílax; de la columnata se han encontrado recientemente unos restos y han sido interpretados como la valla del foro de la ciudad, que se erguía sobre el mar con una terraza; el muelle y el Arco de Trajano se conservan aún óptimamente en el puerto actual de Ancona; del edificio con arcos se han encontrado recientemente los restos, interpretados como parte de los astilleros navales de la era trajana. |                    |
| 59                      | Esta escena es la continuación gráfica de la precedente. Se observan de hecho las proas de los barcos ya observados en la escena 58 y la continuación del muelle portuario. Algunos opinan, sin embargo, que los birremes y trirremes atracan ahora en un puerto distinto en la costa adriática (itálica o ilírica). Los autores que piensan que el puerto representado en esta escena no es el mismo de la escena previa, aceptan que los barcos están representados con la popa en un puerto italiano y la proa en otra escala o en Iliria. Se aprecia sobre el muelle un toro, listo para ser sacrificado en honor de los dioses, a los que se pide la victoria. Una multitud de personas, entre las cuales impacta la presencia de un niño, saluda a los remeros romanos. Es interesante notar que mientras a la izquierda (escena 58) los barcos parecerían estáticos, dado que los remeros escuchan a Trajano (40), a la derecha, en cambio, los barcos pueden ser imaginados en movimiento al terminar el discurso del emperador. Esto no es sino otro ejemplo esclarecedor de la capacidad de síntesis y eficacia comunicativa del arte romano. |                    |
| 60                      | En esta escena es posible ver un gran foro, con un gran templo al centro. Trajano (41) recibe aquí los homenajes de la población. |                    |
| 61                      | Una nueva salida indica una nueva etapa de la flota de Trajano y un nuevo embarque (considerando el previo habiendo ocurrido en Brindisi, se podría identificar el de esta escena con el de Ancona). La población entera con mujeres y niños desfila bajo un arco (si la ciudad representada es Ancona, el arco sería el de Trajano), y sigue el Emperador que se apresta a celebrar los sacrificios en vista de la inminente campaña militar. |                    |
| 62                      | El Emperador continúa su marcha hacia la derecha en procesión, donde lo esperan cuatro toros (dos arriba y dos abajo) listos para el sacrificio. De momento la multitud observa. A la derecha, un grupo de personas saluda a Trajano que llega (42). Dos legionarios al fondo, con un par de insignias, observan desde lo alto de los muros de un campamento. |                    |
| 63                      | Una vez más está representado el muelle de una ciudad portuaria a través la cual Trajano continúa su marcha; del inicio de la Segunda Guerra es el tercer puerto. Considerando que las estructuras representadas en las escenas 58 y 59 pertenecen a dos puertos diferentes, el representado aquí sería en cambio el cuarto puerto. Trajano (43) se dispone a cumplir un nuevo sacrificio (un toro en tierra, al lado del Emperador). Sobre el fondo, un teatro, un templo y un pórtico, además de las murallas. Quizás se trata del puerto de la ciudad de Aquilea (ubicada tierra adentro), de donde comenzaba la Vía Gemina, que habría conducido Trajano a lo largo del río Sava justo al Danubio, cerca de las fortificaciones legionarias de Singidunum y Viminacium. |                    |
| 64                      | Arriba a la izquierda, velas de embarcaciones junto al puerto. El ejército en atuendo de viaje sigue a Trajano (44), alejándose de la costa adriática. Al fondo, un carro y una ciudad fortificada, que podría ser una ciudad fronteriza. |                    |
| 65                      | Trajano (45) efectúa ahora su travesía a caballo y un grupo de otros ocho caballeros (comites Augusti o equites singulares) sigue al emperador romano. Al fondo, algunas fortificaciones romanas. A la derecha, un grupo de bárbaros (¿trátase quizás de dacios de los territorios recién conquistados durante las campañas de 101-102?) o quizás de peregrinos (seis adultos y tres niños) viene al encuentro del princeps con las manos extendidas en señal de saludo y sumisión. |                    |
| 66                      | Bajo el arco de un edificio, Trajano (46) cumple un sacrificio sobre un altar (lustratio) frente a una multitud congregada para la ocasión (¿romanos y dacios?). Al lado del emperador, un flautista (tibicen), una chica y un chico (praecones). Detrás de los asistentes: cuatro toros conducidos al sacrificio por varios encargados, cada uno al flanco de un altar. Coarelli hipotitetiza que esto puede haber ocurrido donde pocos años antes se había librado la batalla de Tapae no muy lejos de donde surgiría la fortaleza legionaria romana de Ulpia Traiana Sarmizegetusa. El hecho de que esté presente una población mixta, compuesta de romanos y dacios, daría a entender que podría tratarse de los territorios del Banato. |                    |
| 67                      | Numerosos legionarios talan árboles, excavan y trasladan tierra, construyen calzadas y puentes (abajo a la izquierda) y fortificaciones (arriba) para el inminente avance romano en territorio enemigo. |                    |
| 68                      | Un grupo de dacios parte hacia una importante ciudad fortificada (Sarmizegetusa Regia?) en medio de las montañas (arriba al fondo) y una serie de fortificaciones dacias, donde parecen estar celebrando un consejo de guerra, presidido por el mismo Decébalo. Parecen converger tropas dacias de todas partes. |                    |
| 69                      | Soldados romanos se defienden desde una fortificación de un ataque de tropas dacias, logrando ponerlas en apuros. Algunos dacios yacen muertos en tierra, otros intentan defenderse. |                    |
| 70                      | Tropas dacias asaltan una línea triple de fortificaciones romanas, que podrían identificarse con el limes de la Dobrugia, construido por Domiciano durante su primera campaña dacia (entre 85 y 89), y ampliadas por Trajano quizás en el periodo 103-104. Dentro de una fortificación, un legatus Augusti imparte órdenes para la defensa de los castra. Podría tratarse del legatus Augusti pro praetore de la Mesia Inferior. |                    |
| 71                      | Trajano en persona (47), encabezando la caballería romana, se lanza al rescate del legatus Augusti de la Mesia Inferior, Lucio Fabio Justo, repeliendo a los dacios. Se trataría evidentemente de la última escena de la campaña de 105. Mientras, algunos soldados romanos continúan sus labores de tala de árboles para que el ejército romano pueda avanzar en territorio enemigo. |                    |

### Campaña de 106
| Numeración de Cichorius | Descripción de escena | Relieve escultural |
| ----------------------- | --- | ------------------ |
| 72                      | Las tropas romanas se reúnen cerca del gran Puente de Trajano, sobre el Danubio, que Apolodoro de Damasco había recién completado en Drobetae durante el breve período de paz Trajano (48), que porta en mano una pátera, cumple un sacrificio antes de dar inicio a su última campaña dacia. |                    |
| 73                      | Trajano (49) a la derecha de la imagen, rodeado por algunos soldados y altos oficiales romanos, recibe a embajadores extranjeros: entre estos, algunos con el clásico nudo suevo, de origen germánico (como los Quadi, Marcomanni y/o Buri), otros con tocados orientales (como los Bastarni y/o Sármatas yazigios); todas poblaciones que habitaban la amplia cuenca al sur de los Cárpatos y con los que Trajano esperaba estrechar alianzas y recibir ayudas militares en vista de la inminente campaña. Sobre el fondo, un castrum (izquierda) y algunos edificios públicos, incluyendo un teatro romano. |                    |
| 74                      | Algunos legionarios romanos (unos quince), después de haber atravesado un puente (izquierda), avanzan en territorio dacio. A la derecha, dos caballeros romanos (equites singulares). |                    |
| 75                      | Trajano a caballo (50) encabeza la columna de la imagen previa, llegando a un castrum romano (.¿Drobeta-Turnu Severin?). Lo recibe frente a los muros un gran grupo de legionarios, vexilliferi y oficiales. |                    |
| 76                      | Al centro de la escena, Trajano (51) con la cabeza cubierta, como pontífice máximo, llevando en la mano derecha una pátera, plato ritual para verter vino sobre el altar durante un sacrificio propiciatorio antes de la nueva campaña militar. Le asisten diez personajes. Fuera de los muros pasa una procesión. A la izquierda se distinguen los tres animales típicos de la suovetaurilia, un cerdo (sus), un cordero (ovis) y un toro (taurus). Les preceden cuatro músicos y un par de otros ayudantes. Esta imagen señala el inicio de la última campaña militar de 106. |                    |
| 77                      | Una típica de escena de adlocutioː Trajano (52) de pie sobre un podio, con algunos comites (entre ellos Lucio Licinio Sura, a la derecha) da un discurso a las tropas formadas (en gran parte legionarios, así como algunos auxiliares a caballo), dotadas de numerosas insignias militares. Se trata de un discurso formal dirigido al ejército alineado, para arengarlos de previo a la campaña militar. |                    |
| 78                      | Dentro de un castrum (con murallas almenadas y torres circulares), Trajano sentado (53) discute con Licino Sura (a la derecha del emperador) y otros dos comites (a su izquierda). El grupo de altos oficiales, junto con Trajano, están protegidos por algunos auxiliares, uno de los cuales sostiene un vexillum. Mientras tanto, el ejército romano inicia la marcha (parte derecha de la imagen): arriba se distinguen algunos carruajes que transportan armas (representadas por escudos y cascos), abajo dos filas de legionarios con su coraza típica (lorica segmentata), gálea, escudo y gladio. |                    |
| 79                      | El avance romano prosigue en esta escena, en dos "columnas" paralelas, divididas por una cadena montañosa: abajo, numerosos legionarios, dotados de gáleas, son precedidos por algunos portainsignias (vexilliferi), tromberos (cornicines) y un legatus legionis; arriba, legionarios romanos sin gáleas también aquí están precedidos por portainsignias, tromberos y quizás el mismo Trajano (54). A la derecha, un campamento romano recibe a las tropas de refuerzo. Dentro, algunos soldados romanos están descargando carruajes, mientras un soldado auxiliar monta guardia en una puerta del campamento y otro se inclina para recoger agua de un río cercano.                                                                                |                    |
| 80                      | Abajo un pequeño fuerte romano amurallado. La imagen muestra el avance romano en territorio enemigo siempre dividido en dos "columnas": adicionalmente a los legionarios (arriba), precedidos por algunos oficiales romanos y tromberos; abajo encontramos algunos auxiliares, entre ellos honderos, guerreros germanos y arqueros orientales (sagittarii). |                    |
| 81                      | Las dos "columnas" alcanzan un nuevo campamento en construcción, en cuya puerta de acceso se encuentra un auxiliar de guardia. Algunos legionarios están en cambio recolectando trigo, que luego cargan sobre mulas, para el aprovisionamiento de las tropas. Al fondo otro campamento romano, dentro del que se notan numerosas tiendas de campaña. Totalmente a la derecha, un auxiliar romano, bajo algunos árboles, es enviado a explorar (junto con otros dos, ver escena siguiente). |                    |
| 82                      | Tres auxiliares romanos (uno de ellos se encuentra en la imagen previa), enviados a explorar, observan -escondidos entre los árboles de un bosque- una fortaleza dacia, que según Coarelli podría ser su capital, la misma Sarmizegetusa Regia. Dentro de las murallas de la fortaleza dacia, algunos pielati se hallan muy agitados a causa del avance romano. Fuera de los muros, algunos guerreros dacios observan el terreno y discuten sobre dónde ubicar las fortificaciones para proteger su capital. Abajo a la derecha tiene lugar un primer combate entre las vanguardias romana (auxiliares) y dacia. |                    |
| 83                      | Abajo, auxiliares romanos luchan contra la vanguardia dacia. Arriba, algunos guerreros dacios observan desde las montañas el desarrollo del combate. Al centro de la imagen un árbol, que divide de la escena siguiente, donde dos signiferi se encuentran en medio de un campamento romano. A la izquierda del campamento, dos centinelas romanos. A la derecha, una hilera de soldados romanos (equipados con escalas de asedio) ataca la primera de las fortalezas del sistema defensivo dacio, construido en torno a Sarmizegetusa Regia. |                    |
| 84                      | Los dacios ofrecen una enérgica resistencia desde lo alto de las murallas, lanzando piedras sobre los soldados romanos asediantes, que a su vez, equipados con escaleras, lanzan dardos y también piedras. Un auxiliar romano que ha trepado por una escalera, después de haberse enfrentado al enemigo, sostiene en su mano la cabeza de un dacio decapitado, cuyo cuerpo yace boca abajo sobre la muralla. La batalla se desarrolla a lo largo de un amplio tramo de los muros, a los pies de los cuales yace muerto un guerrero dacio. |                    |
| 85                      | El mismo Trajano (55), a los pies de la fortaleza dacia, asiste al asedio, rodeado por sus colaboradores (comites militares) y seguido por unidades de tropas auxiliares y legionarias. El princeps parece estudiar cuál táctica adoptar para el asalto de los muros enemigos, dotados de numerosas torres. A la derecha, cerca de los muros, hay numerosas máquinas de asedio estilizadas. |                    |
| 86                      | La nueva escena empieza con un árbol, cerrando la escena previa. Los romanos avanzan: legionarios, auxiliares (abajo), arqueros orientales y germanos (arriba), chocan con el ejército dacio que sale de los muros de una ciudad (derecha). Al centro, algunos soldados dacios yacen en tierra muertos, pisoteados por el avance de los legionarios romanos. A la vanguardia de los dacios, un guerrero listo a lanzar sobre los romanos una gran roca, seguido por otros compañeros de armas. Dentro de la ciudad reina preocupación por el destino de la batalla, justo fuera de los muros. |                    |
| 87                      | El ataque de los romanos contra la muralla prosigue evidentemente después de haber conseguido una victoria en campo abierto. Y mientras los dacios intentan defender la ciudad asediada, algunos legionarios romanos, equipados con picas, tratan de abatir la muralla (abajo). Un grupo de auxiliares asalta en cambio otro sector de los muros, mientras algunas piedras parecen caer sobre los asediantes (arriba a la derecha). |                    |
| 88                      | Numerosos legionarios se ocupan de la tala de árboles para la construcción de máquinas de asedio aptas para invadir la ciudad de los dacios. |                    |
| 89                      | Trajano (56) acoge a un noble dacio, rodeado de comites militares (izquierda). El dacio, arrodillado, tiende las manos hacia el emperador, en signo de rendición. Numerosos soldados, formados en dos hileras, presencian la escena. Dos árboles a la derecha separan de la escena siguiente. |                    |
| 90                      | Algunos dacios están prendiendo fuego a la ciudad, dotada de muros, portones, torres y casas, para impedir que los romanos se apoderen de sus riquezas y se aprovisionen. |                    |
| 91                      | Al interior de los muros de la ciudad (abajo, en primer plano) algunos dacios prefieren suicidarse ingiriendo veneno, antes que rendirse a los romanos. A la derecha, algunos pileati distribuyen, de un gran recipiente posado en tierra, dosis de veneno. Y numerosos hombres en fila extienden las manos para recibirlas. A la derecha, un dacio se sostiene contra un pilar, mientras otro parece distribuir dosis de veneno. A sus pies, otro dacio yace boca abajo. |                    |
| 92                      | Numerosos dacios huyen de los romanos y de la ciudad asediada, a la derecha de la escena, en dirección quizás de los bosques vecinos (simbolizados por un árbol, que cierra la escena). |                    |
| 93                      | En esta escena numerosos legionarios romanos formados en tres filas, precedidos por un signifer y un par de cornicines, escoltan a Trajano (57), asistido por un par de altos oficiales del ejército romano (comites militares). El emperador romano parece acoger la rendición de algunos dacios, que extienden los brazos y se inclinan en signo de solicitud de perdón. A las espaldas de los dacios, un bosque de los muros pertenecientes a la escena siguiente. |                    |
| 94                      | Los romanos, ya dentro de la ciudad dacia, llenan y transportan numerosos sacos con provisiones que los dacios han abandonado (ver escenas previas). Dentro de la ciudad, cuyos muros corren en la parte baja del relieve, notamos un muro transversal que podría representar para Coarelli el campamento romano (castrum). De nuevo Trajano (58) sobre una plataforma, asistido por un oficial romano, parece dar un discurso a las tropas formadas dentro de la ciudad-campamento. Asisten numerosos legionarios (también a las espaldas del emperador romano), auxiliares y signiferi. Los soldados romanos lo aclaman imperator, levantando las manos hacia el princeps. Y Coarelli considera siempre que se trata de la V salutatio imperatoria. |                    |
| 95                      | Las tropas romanas parecen salir del campamento (se entrevé parte de una puerta, arriba a la izquierda, arruinada por un agujero, hecho para construir un andamio) de la escena precedente (a la izquierda). La escena siguiente muestra legionarios romanos intentando construir un nuevo castrum: algunos excavan un foso, otros fabrican bloques de piedra para construir los nuevos muros. |                    |
| 96                      | Numerosas son las estructuras militares presentes en esta escena. Partiendo de izquierda a derecha tenemos: algunos auxiliares vigilando una entrada, dentro algunas tiendas, un par de insignias militares romanas; numerosos legionarios intentan construir un nuevo fuerte (parte curva, dentro encontramos algunos carros, cargas de barriles) y un muro (¿limes?); Trajano (59), con tres comites militares, recibe delegaciones dacias, que se prostran a sus pies en signo de rendición. |                    |
| 97                      | Doce auxiliares romanos cruzan un puente sobre un río. A la izquierda, un árbol delimita la escena siguiente, donde se entrevé una fortaleza dacia. La invasión romana prosigue en el "corazón" de la Dacia. |                    |
| 98                      | Una fortaleza (construida con bloques cuadrados de piedra y troncos de árboles) es abandonaa por las tropas dacias, que parecen buscar una vía de escape lejos de las vanguardias romanas. La escena siguiente aparece dividida por el usual árbol. Las tropas dacias continúan su marcha pasando no muy lejos de un puesto de avanzada romano fortificado (en alto), dentro del que dos soldados están construyendo algunas embarcaciones, para ponerlas en un río, que podría ser el Marisus (el actual Mureș, afluente del Tibisco), que fluye dentro de la cuenca de los Cárpatos orientales. |                    |
| 99                      | Durante la marcha, los dacios encuentran un emplazamiento romano e intentan inútilmente asediarlo. Las tropas romanas reaccionan lanzando piedras contra los dacios. En tierra, numerosos guerreros dacios, muertos. A la derecha, un dacio cae de los muros romanos, evidentemente después de haber intentado escalarlos en vano. En la escena siguiente, separada como siempre por un árbol, tres pileati dacios dentro (o sobre) de un muro de piedra. En el centro está Decébalo, que observa de lejos el asalto de sus guerreros contra los romanos. |                    |
| 100                     | La fuga de los dacios prosigue. En alto, una fortaleza abandonada y las montañas carpáticas. Algunas tropas auxiliares romanas, más allá de un árbol que divide las dos escenas, observan a su emperador, Trajano (60) que, sobre un podio (ante un campamento militar) y con dos comes militares (altos oficiales), pronuncia una adlocutio a las tropas reunidas: vexilliferi y legionarios (a la derecha). |                    |
| 101                     | A la izquierda, algunos auxiliares romanos asisten a la adlocutio del emperador romano de la escena precedente. Al interior de un bosque, otros legionarios transportan sobre mulas objetos preciosos, que podrían pertenecer al tesoro del rey Decébalo. |                    |
| 102                     | En la nueva escena Decébalo, junto con algunos de sus más fieles súbditos, deliberan qué hacer. Algunos prefieren suicidarse con un puñal, otros prefieren pedir ayuda y son apuñalados por sus mismos compañeros (abajo a la derecha), otros todavía intentan la fuga (arriba) por las montañas. |                    |
| 103                     | El dacio, abajo a la izquierda, pertenece a la escena previa: está a la espera de ser apuñalado por su compañero, que levanta la espada (ver escena previa). Trajano (61; esta es la última vez que el emperador romano aparece en la columna), asistido por algunos oficiales y guardias romanos, dentro de un campamento y delante de una gran tienda (praetorium?), recibe una nueva delegación enemiga. Los eres dacios son todos pileati y, de entre ellos, el primero se prostra arrodillado, sosteniendo en la mano un precioso obsequio y extiende el brazo hacia el emperador en signo de súplica. |                    |
| 104                     | La caballería romana se lanza a la caza del rey dacio. La escena ocurre dentro de un bosque. Al fondo, las montañas del arco carpático de la antigua Dacia. |                    |
| 105                     | Un grupo de caballeros dacios (pileati) parece proteger la fuga de su rey, pero son perseguidos por la caballería romana (arriba, más allá de las montañas; ver también la escena previa). Un dacio ha caído en tierra moribundo (derecha), otro parece estar cayendo mientras huye al galope (a la izquierda). |                    |
| 106                     | Al centro de la escena, Decébalo se quita la vida con una falx en un bosque. Al fondo, las montañas. El rey dacio, alcanzado por una unidad auxiliar romana en Ranistroum (la actual Piatra Craivii) y ya rodeado, prefiere quitarse la vida. Esta misma escena ha sido representada, de modo similar, sobre la tumba del caballero Tiberio Claudio Máximo, aquel que capturó y llevó a Trajano la cabeza del rey derrotado. La escena muestra cómo los soldados romanos, que habían rodeado a Decébalo, no lograron impedir el suicidio del rey. |                    |
| 107                     | Algunos jinetes romanos capturan a un hombre arrodillado, a una mujer y a un niño (¿esposa e hijo de Decébalo?). |                    |
| 108                     | Esta escena está muy dañada. Se entrevé un campamento romano, un par de guardias afuera y numerosos soldados (dentro) que asisten a la escena en la que se muestra la cabeza de Decébalo reposando sobre una bandeja. |                    |
| 109                     | Los soldados romanos rastrean los territorios más inaccesibles de la Dacia (representados por bosques y un animal silvestre como el jabalí) y hacen prisioneros a los jefes derrotados. |                    |
| 110                     | Abajo a la izquierda, una construcción de madera con algunos dacios dentro, donde parecen concentrarse los prisioneros. Arriba a la izquierda, el busto de una divinidad femenina envuelta en un manto: quizás la representación de la Dacia "capturada". A la derecha, arriba, en una población, un grupo de auxiliares romanos lucha contra los últimos dacios que oponen resistencia y sus aliados yazigios (que Coarelli identifica por sus tocados cónicos). |                    |
| 111                     | Una escena más de la captura de otro jefe dacio por auxiliares romanos. Arriba a la derecha, otros soldados romanos con antorchas en la mano incendian una aldea dacia con casas de madera. |                    |
| 112                     | Tropas romanas en marcha. Sobre el fondo, aparecen numerosas cabezas de dacios escondidos en las montañas. A la derecha se representa una escena (en parte dañada) de la deportación en masa de la población de la antigua Dacia (hombres, mujeres y niños). |                    |
| 113                     | La escena de la deportación precedente continúa en esta última, donde están presentes los animales de los dacios (bueyes, ovejas y cabras). |                    |